# Дармштадтский фестиваль
Дармштадтский фестиваль — международный музыкальный фестиваль в Дармштадте (ФРГ), один из самых известных в мире фестивалей современной музыки.
Проводится с 1946 года в рамках «Летних курсов новой музыки» (нем. Ferienkurse für Neue Musik). До 1969 ежегодный, с 1970 проводится раз в два года. Во второй половине XX в. Дармштадтский фестиваль был мировым центром музыкального авангардизма, площадкой, на которой проходили премьеры музыкальных сочинений самых значительных композиторов-новаторов. Среди таковых — Л. Берио, П. Булез, Я. Ксенакис, Б. Мадерна, О. Мессиан, Л. Ноно, В. Рим, К. Штокхаузен. На Летних курсах читали лекции сами композиторы, особенно часто Булез, Мадерна, Ноно и Штокхаузен (так называемая Дармштадтская школа; существовала до 1961), а также философ Т.Адорно.